# Stefan Schneider (Volleyballspieler)
Stefan Schneider (* 28. November 1980 in Zwenkau) ist ein deutscher Volleyball- und Beachvolleyballspieler.

## Karriere Halle
Der in der DDR geborene Schneider kam nach der Wende ins schwäbische Pfäffingen, wo er seit 2000 Hallenvolleyball beim ASV in der Landesliga spielte. 2003 wechselte Schneider zum Zweitligisten TV Rottenburg, mit dem der Mittelblocker 2006 und 2008 in die Bundesliga aufstieg. Nach einem fünften Platz 2010 beendete er seine Hallenkarriere.

## Karriere Beach
Seit 2001 spielt Schneider auch Beachvolleyball, zunächst auf Turnieren in Süddeutschland mit Robert Ziegler und anderen Partnern. An der Seite von Christian Eckenweber startete Schneider 2007 auch auf der nationalen Smart Beach Tour und wurde Deutscher Hochschulmeister in Freiburg im Breisgau. Nach einer Beachpause 2008 war Schneiders neuer Partner 2009 Tilo Backhaus, mit dem er bei den Deutschen Meisterschaften in Timmendorfer Strand Platz 13 belegte. 2010 konzentrierte er sich mit Thomas Kaczmarek ausschließlich auf Beachvolleyball. Kaczmarek/Schneider starteten auch international auf CEV-Turnieren und auf der FIVB World Tour. Bei der Europameisterschaft in Berlin landeten sie auf Platz 17 und bei der Deutschen Meisterschaft auf Platz neun. 2011 startete Schneider mit Stefan Schmeckenbecher vorwiegend auf nationalen Turnieren.

## Privates
Stefan Schneider ist der Sohn des ehemaligen DDR-Nationalspielers Winfried Schneider.